# Liriomyza tubifer
Liriomyza tubifer este o specie de muște din genul Liriomyza, familia Agromyzidae, descrisă de Axel Leonard Melander în anul 1913.
Este endemică în Haiti. Conform Catalogue of Life specia Liriomyza tubifer nu are subspecii cunoscute.